# Tecteremaeus hauseri
Tecteremaeus hauseri är en kvalsterart som beskrevs av Sandór Mahunka 1982. Tecteremaeus hauseri ingår i släktet Tecteremaeus och familjen Arceremaeidae. Inga underarter finns listade i Catalogue of Life.